# Sebastián Masdeu
Sebastián Masdeu Menasanch (Tarragona, ? - 5 de janeiro de 1964) foi um ciclista espanhol de princípios do século XX. Foi profissional só três temporadas: desde 1909 até 1911.
Foi o primeiro vencedor da Volta à Catalunha além de ser um dos maiores impulsores do ciclismo na Catalunha.
Em 1908 tomou parte na primeira edição da Volta a Tarragona, onde finalizou sexto.
Uma vez retirado da vida profissional continuou unido ao mundo do ciclismo, dirigindo a Volta à Catalunha a partir de 1939. Em 1970 se efectuou uma homenagem póstuma na Volta.

## Palmarés
1911
- Volta à Catalunha, mais 2 etapas
- 3.º no Campeonato da Espanha de ciclismo de estrada